# Natriumhydroxid

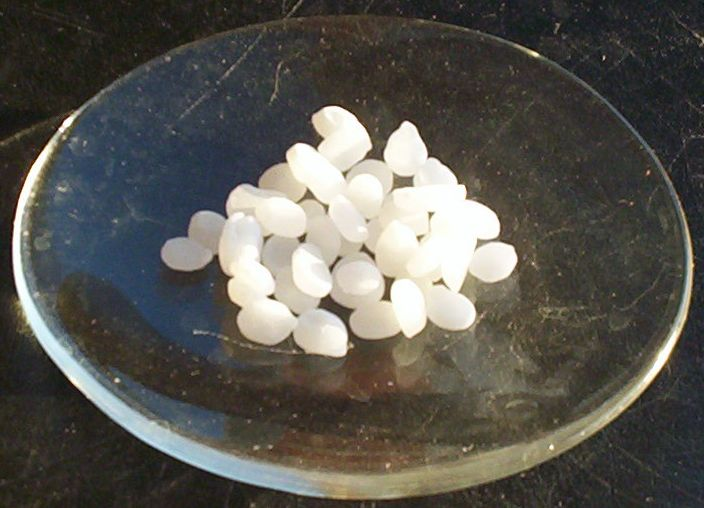
Natriumhydroxid in Form von Plätzchen

Natriumhydroxid (auch Ätznatron, kaustische(s) Soda), chemische Formel NaOH, ist ein weißer hygroskopischer Feststoff. Mit einer Weltproduktion von 60 Millionen Tonnen im Jahr 2010 gehört die Verbindung zu den bedeutendsten chemischen Grundstoffen und wird überwiegend in Form von Natronlauge gehandelt.

## Herstellung
Im Labor kann Natriumhydroxid durch Umsetzung von Natriumcarbonat mit Calciumhydroxid zu Natriumhydroxid und Calciumcarbonat hergestellt werden:
{\displaystyle \mathrm {Na_{2}CO_{3}+Ca(OH)_{2}\longrightarrow 2\;NaOH+CaCO_{3}} }
Das wenig lösliche Calciumcarbonat wird abfiltriert. Im Filtrat verbleibt das gut lösliche Natriumhydroxid. Dieser Prozess der Kaustifizierung wurde früher großtechnisch durchgeführt und ist auch heute wieder von Interesse.
Eine weitere Methode ist die stark exotherme Reaktion von elementarem Natrium mit Wasser unter Bildung von Natronlauge und Wasserstoff:
{\displaystyle \mathrm {2\;Na\;_{(s)}+2\,H_{2}O\;_{(l)}\longrightarrow 2\;NaOH\;_{(aq)}+H_{2}\;_{(g)}} }
In der Schule wird dieser Versuch häufig gezeigt, um die Reaktivität der Alkalimetalle mit Wasser zu demonstrieren.
Nach dem Eindampfen der Natronlauge bleibt festes Natriumhydroxid zurück:
{\displaystyle \mathrm {NaOH\;_{(aq)}\longrightarrow NaOH\;_{(s)}} }
Das Acker-Verfahren zur Herstellung von Natriumhydroxid durch Schmelzflusselektrolyse von Natriumchlorid wurde von Charles Ernest Acker (1868–1920) in den Vereinigten Staaten von Amerika entwickelt.

### Elektrolyse
Industriell wird Natriumhydroxid durch Elektrolyse von Natriumchlorid zu Natronlauge, Wasserstoff und Chlorgas hergestellt:
{\displaystyle \mathrm {2\;NaCl\;_{(s)}+2\,H_{2}O\;_{(l)}\longrightarrow Cl_{2}\;_{(g)}+H_{2}\;_{(g)}+2\;NaOH\;_{(aq)}} }
Es gibt dafür drei verschiedene Verfahrenstechniken:
1. Amalgam-Verfahren
2. Diaphragma-Verfahren
3. Membranverfahren

Allen Verfahren gemein sind zusätzliche Reinigungs- und Aufkonzentrierungsstufen, um zu wasserfreiem Natriumhydroxid zu gelangen.
Da die Nachfrage nach Chlor seit den 1980er Jahren stagniert, deckt die als Nebenprodukt der Chloralkali-Elektrolyse entstehende Natronlauge den Weltbedarf nicht mehr vollständig, wodurch die Kaustifizierung wieder interessant wird.

## Eigenschaften

### Physikalisch-chemische Eigenschaften
Natriumhydroxid ist ein weißer hygroskopischer Feststoff und gehört zu den stärksten Basen. In Wasser löst es sich sehr gut unter großer Wärmeentwicklung durch die negative Lösungsenthalpie von −44,4 kJ/mol zur stark alkalisch reagierenden Natronlauge auf (pH 14 bei c = 1 mol/l). Es ist in wässriger Lösung stets vollständig dissoziiert. Doch machen sich bei höheren Konzentrationen die interionischen Kräfte zwischen den Natrium- und den Hydroxid-Ionen auf die freie Beweglichkeit der Ionen bemerkbar, sodass eine Normallösung (40 g Natriumhydroxid im Liter) zu etwa 78 %, eine 0,1-n-Lösung zu etwa 90 % dissoziiert erscheint. Mit dem Kohlenstoffdioxid der Luft reagiert es zu Natriumhydrogencarbonat (Natron) und findet daher Verwendung in Atemkalk. Um zu verhindern, dass beim Binden des CO2 auch Wasserdampf aus der Luft gebunden wird, kann es zusammen mit einem Trocknungsmittel gelagert werden.

### Kristallstruktur
Zwischen Raumtemperatur und Schmelzpunkt, 318,4 °C, kommt wasserfreies Natriumhydroxid in zwei Modifikationen vor. Unterhalb 299,6 °C (α-Modifikation) kristallisiert Natriumhydroxid mit einer orthorhombischen Kristallstruktur mit der Raumgruppe Cmcm (Raumgruppen-Nr. 63), darüber (β-Modifikation) niedriger symmetrisch mit einer monoklinen Kristallstruktur mit der Raumgruppe P21/m (Raumgruppen-Nr. 11). Das Natriumhydroxidmolekül ist linear und in dieser Reihenfolge parallel zur c-Achse angeordnet. Natrium und Sauerstoff bilden dabei in x,y ausgedehnte der Natriumchloridstruktur ähnliche Doppelschichten, wobei Natrium und Sauerstoff in den Richtungen (x-y) abwechselnd aufeinanderfolgen. Die Schichtdicke ist etwas größer als der Abstand von Natrium-Sauerstoff im Molekül. Längs c aufeinander folgende Schichten sind um 1/2 a verschoben. Die Gitterkonstanten sind bei 24 °C a = b = 3,3994 ± 0,001 Å, c = 11,377 ± 0,005 Å, α = β = γ = 90°. Das Molekül ist in der [010]-Ebene gewinkelt. Der Winkel β ist von der Temperatur abhängig. Mit steigender Temperatur wächst auch die Annäherung an den Typ der Natriumchlorid-Struktur, wie sie beim Natriumfluorid vorliegt. α-Natriumhydroxid ist häufig verzwillingt nach [110]. Die β-Modifikation ist stets zu ungefähr gleichen Volumenteilen nach [001] verzwillingt. Sie geht aus der α-Form durch Verschiebung der Schichten längs [100] hervor. Die Struktur der Doppelschichten bleibt dabei erhalten. Daneben kommt die Verbindung in mehreren Hydratformen vor. So sind das Mono-, Di-, 3,5-, Tetra-, Penta- und Heptahydrat bekannt. Die metastabile Form des Tetrahydrats β-NaOH·4H2O hat eine orthorhombische Kristallstruktur mit der Raumgruppe P212121 (Raumgruppen-Nr. 19) mit vier Formeleinheiten pro Elementarzelle und den Gitterkonstanten a = 6,237, b = 6,288, c = 13,121 Å bei −155 °C. Die Hydrate NaOH·3,5H2O und NaOH·7H2O haben jeweils eine Kristallstruktur mit der Raumgruppe P21/c (Raumgruppen-Nr. 14) mit acht Formeleinheiten pro Elementarzelle (Gitterkonstanten a = 6,481, b = 12,460, c = 11,681 Å, β = 104,12° bei −100 °C) bzw. vier Formeleinheiten pro Elementarzelle (a = 7,344, b = 16,356, c = 6,897 Å, β = 92,91° bei −150 °C). Das Monohydrat schmilzt bei 64,3 °C, das 3,5-Hydrat bei 15,6 °C.

## Reaktionen
Lagert man Natriumhydroxid unverschlossen an der Luft, reagiert es mit Kohlenstoffdioxid zu Natriumhydrogencarbonat oder Natriumcarbonat, daher wird es in luftdicht verschlossenen Behältern aufbewahrt.
{\displaystyle \mathrm {NaOH_{(s)}+CO_{2(g)}\longrightarrow \ NaHCO_{3(s)}} }
{\displaystyle \mathrm {2\;NaOH_{(s)}+CO_{2(g)}\longrightarrow \ Na_{2}CO_{3(s)}+H_{2}O} }
Im Labor lässt sich Ammoniak einfach durch die Säure-Base-Reaktion aus Natriumhydroxid und Ammoniumchlorid herstellen.
{\displaystyle \mathrm {NaOH_{(s)}+NH_{4}Cl_{(s)}\longrightarrow NH_{3(g)}+NaCl_{(s)}+H_{2}O_{(l)}} }
Als Lösung reagiert es mit Aluminium zu Aluminiumnatriumdioxid.
{\displaystyle \mathrm {2\ Al+2\ NaOH+2\ H_{2}O\longrightarrow 2\ NaAlO_{2}+3\ H_{2}} }
In höherer Konzentration werden auch Zink und Blei aufgelöst. Mit Eisen reagiert es erst bei Temperaturen ab 500 °C.
Mit Säuren reagiert Natriumhydroxid zu Salzen, wobei die Wärmeentwicklung so beträchtlich ist, dass mit starken Säuren, z. B. beim Auftropfen von konzentrierter Schwefelsäure auf gepulvertes Natriumhydroxid, eine Explosion erfolgt.

## Handelsform
Natriumhydroxid kommt in Kunststoffbehältern luftdicht verpackt in Form von kleinen Kügelchen oder als Plätzchen in den Handel.

## Verwendung

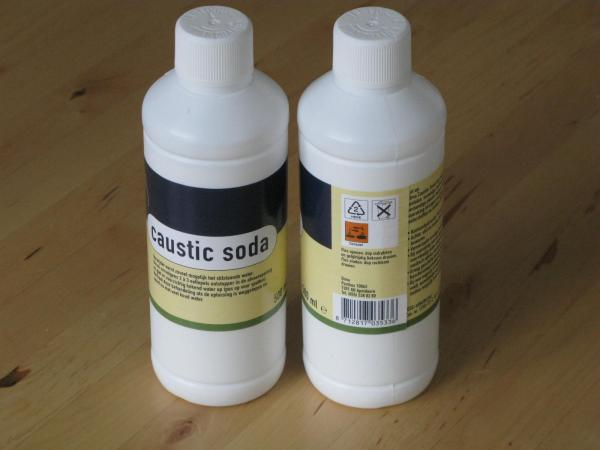
Viele Abflussreiniger enthalten Natriumhydroxid

Natriumhydroxid wird hauptsächlich in Form von Natronlauge verwendet und ist in der Industrie eine der wichtigsten Chemikalien. Zu deren Verwendung siehe dort.
Festes Natriumhydroxid ist neben Aluminiumspänen ein wesentlicher Bestandteil von Abflussreinigern. In Wasser gelöst oxidiert die starke Base unter Hitze- und Wasserstoffentwicklung das Aluminium und löst dann Fette und Proteine in den Ablagerungen durch Verseifung.
Mit heißer Lösung werden angebrannte Schichten in Kochtöpfen gelöst. Da Natriumhydroxid Aluminium auflöst, ist es nicht geeignet für Aluminiumtöpfe.
Natriumhydroxid wird zusammen mit Calciumhydroxid als sogenannter Atemkalk in Narkosegeräten und Kreislauftauchgeräten zum Binden von Kohlenstoffdioxid verwandt.
Zur Herstellung von Natronlauge (alkalische Lösungen von Natriumhydroxid (NaOH) in Wasser), welche anschließend vielfältig eingesetzt wird:

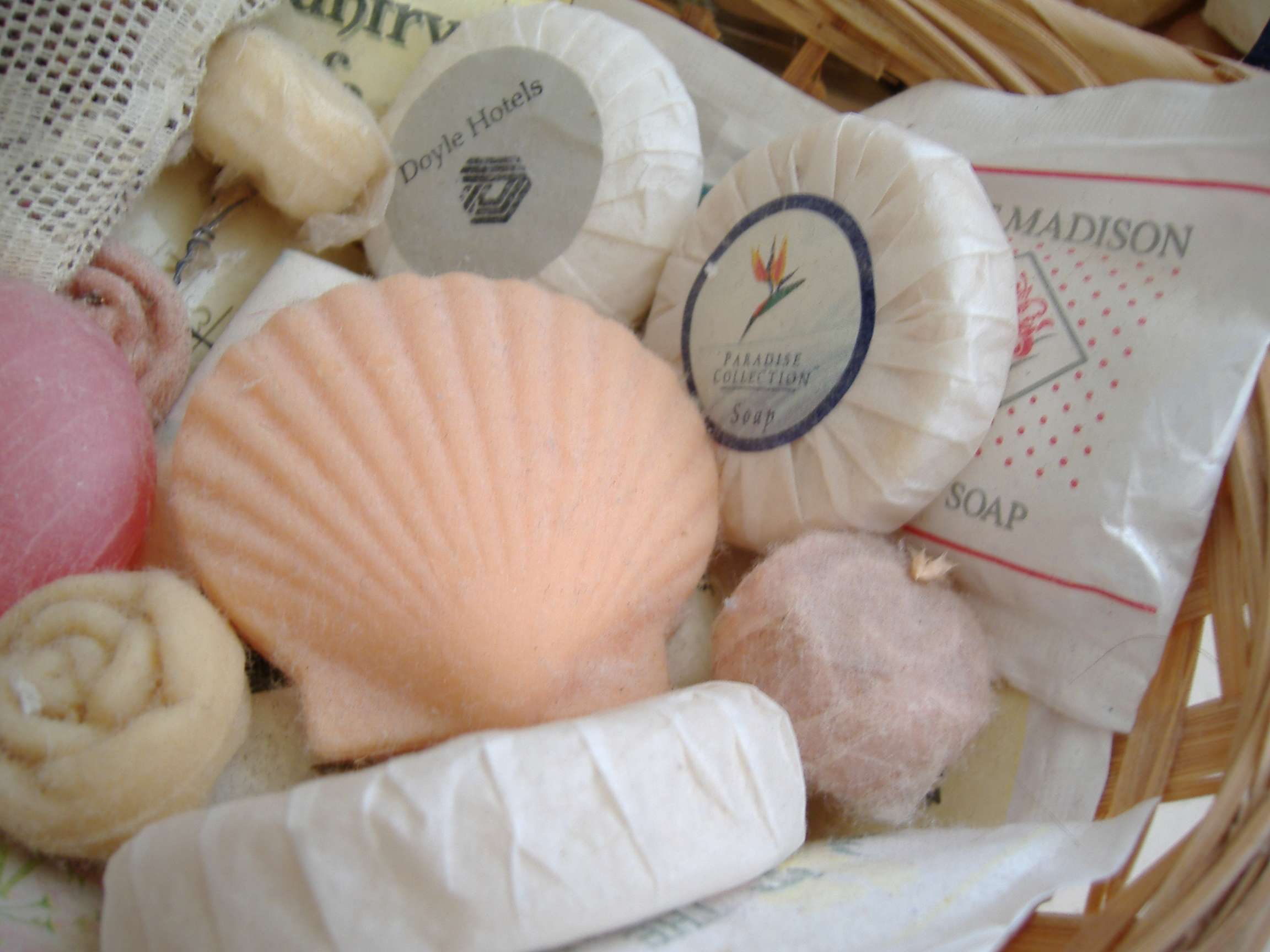
Natronseifen in einem Hotel

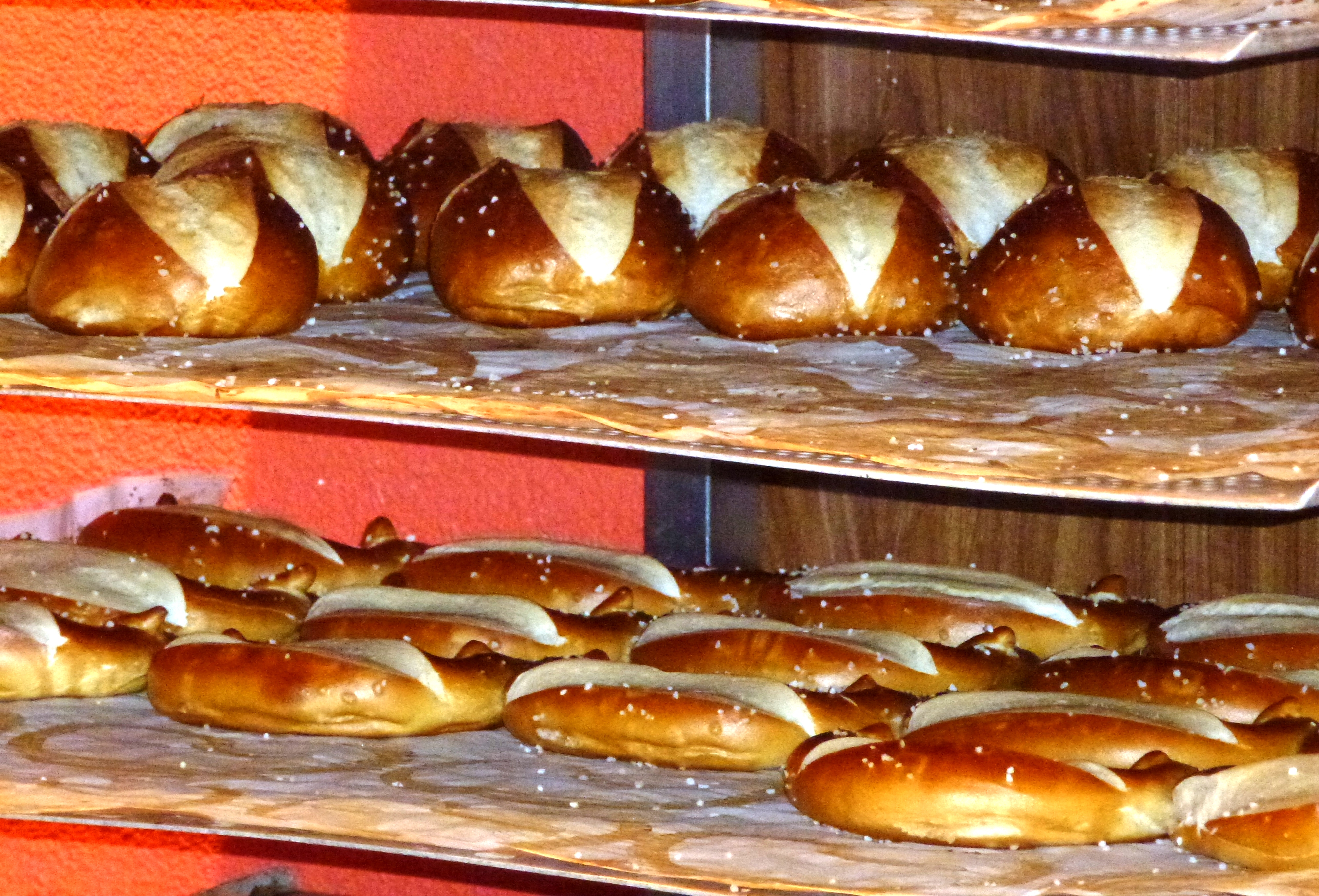
Laugengebäck

- Synthese verschiedener Chemikalien, beispielsweise Ameisensäure, Natriumhypochlorit, Natriumphosphat, Natriumsulfid.
- Herstellung von verschiedenen Natronseifen.[20]
- In der chemischen Industrie zur Neutralisation von Säuren in einer Vielzahl von chemischen Prozessen.
- Aufschluss von Bauxit und anderen Erzen (Bayer-Verfahren zur Herstellung von Aluminium)
- Verarbeitung: Entfernen alter Farbe (Abbeizmittel), Regenerierung von Gummi und Ionentauschern, Veredelung von Baumwolle (Merzerisation), Zellstoffgewinnung (Cellulose).
- In der Nahrungsmittelindustrie: Spülen von Flaschen in Getränke-Abfüllanlagen, Beseitigung fettiger und öliger Verunreinigungen, Reinigen von Edelstahltanks, Entfernung der Schalen von Obst sowie Gemüse, bei der Herstellung von Laugengebäck als Lebensmittelzusatzstoff E 524 für die braune Färbung und den „seifigen“ Geschmack, zum Einlegen von Oliven.
- In Landwirtschaft und Käsereien zur Reinigung von Melkmaschinen, Schläuchen, Rohren und Milchkühltanks.
- In der Imkerei: zur Reinigung von Bienenbeuten und -rähmchen.
- In der Pharmaindustrie werden saure schwerlösliche Arzneistoffe, zum Beispiel Hexobarbital, Isotretinoin, Ketorolac, oft mit Natronlauge in Natriumsalze überführt, die dann besser wasserlöslich sind oder andere galenische Vorteile aufweisen.[21]
- Im Haushalt als Abflussreiniger (meist gemischt mit Aluminiumspänen), als Backofen- und Topfreiniger sowie als aggressiver Fettlöser.[22]
- In der Leiterplattenherstellung zum Entwickeln des Layouts, das zuvor mit Ultraviolettstrahlung auf die fotobeschichtete Leiterplatte übertragen wurde.

## Externe Links zu erwähnten Verbindungen
1. ↑  Externe Identifikatoren von bzw. Datenbank-Links zu Natriumhydroxid-Monohydrat:  CAS-Nr.: 12179-02-1, EG-Nr.: 679-133-7, ECHA-InfoCard: 100.204.129, Wikidata: Q131618230.
2. ↑  Externe Identifikatoren von bzw. Datenbank-Links zu Natriumhydroxid-Tetrahydrat:  CAS-Nr.: 23340-32-1, PubChem: 44154603, Wikidata: Q82923465.